# Ненад Джамбазов
Ненад Джамбазов (на македонска литературна норма: Ненад Џамбазов) е поет, детски писател и сатирик от Северна Македония.

## Биография
Роден е в Белград в 1943 година в Белград. Завършва Педагогическо училище в Скопие. След това завършва Философския факултет в Белград. Работи като редактор в Македонската радиотелевизия. Член е на Дружеството на писателите на Македония от 1967 година. Носител е на наградата „Ванчо Николески“ – Битоля (I награда).

## Творчество
- Модерната меца (поезия, 1966)
- Слонот оди на игранка (поезия, 1968)
- Весели едночинки (1969)
- Веселиот свет во шумата (моноспектакъл, 1970)
- Загубеното мече (поезия, 1970)
- Мачорот рибар (поезия, 1971)
- Смешки еднокило тешки (поезия, 1974)
- Палавото зајаче (поезия, 1977)
- Земјата моја (поезия, 1977)
- Страчка каша варела (поезия, 1979)
- Да нема војна (поезия, 1980)
- Тито сејач на мирот (поезия, 1981)
- Трчај скокај детенце (поезия, 1981)
- Скокај детенце (поезия, 1982)
- Носови и штосови (поезия, 1984)
- Како се брани татковината (поезия, 1985)
- Знамето на мирот (поезия, 1986)
- Ајде да се насмееме (поезия, 1986)
- Рачко Плачко (поезия, 1988)
- Рецитали и едночинки (1988)
- Времето на војната (поезия, 1990)
- Радувај се детенце (поезия, 1990)
- Веселото детенце (поезия, 1994)
- Каде расте смеата (поезия, 1996)
- Болното жапче (поезия, 1997)
- Слонче во авионче (поезия, 1998)
- Земјата на лажговците (поезия и разкази, 1999)
- Гатанки и прашанки (2000)